# Lake Odessa
Lake Odessa è un villaggio degli Stati Uniti d'America, situato nello Stato del Michigan, nella contea di Ionia.